# Мазниківська сільська рада
Мазни́ківська сільська́ ра́да — адміністративно-територіальна одиниця та орган місцевого самоврядування в Деражнянському районі Хмельницької області. Адміністративний центр — село Мазники.

## Загальні відомості
Мазниківська сільська рада утворена в квітні 1944 року.
- Територія ради: 30,98 км²
- Населення ради: 714 особи (станом на 2001 рік)
- Територією ради протікає річка Рівець

## Населені пункти
Сільській раді підпорядковані населені пункти:
- с. Мазники

## Склад ради
Рада складалася з 12 депутатів та голови.
- Голова ради: Багрій Василь Андрійович
- Секретар ради: Залізко Галина Сергіївна

### Керівний склад попередніх скликань
| Прізвище, ім'я, по батькові | Основні відомості                                                 | Дата обрання | Дата звільнення |
| --------------------------- | ----------------------------------------------------------------- | ------------ | --------------- |
| Багрій Василь Андрійович    | Сільський голова, 1970 року народження, освіта вища               | 26.03.2006   | 31.10.2010      |
| Багрій Василь Андрійович    | Сільський голова, 1970 року народження, освіта вища, безпартійний | 31.10.2010   |                 |

Примітка: таблиця складена за даними сайту Верховної Ради України

### Депутати
За результатами місцевих виборів 2010 року депутатами ради стали:

#### За суб'єктами висування
| Суб'єкт висування           | Кількість обраних депутатів | %    |
| --------------------------- | --------------------------- | ---- |
| Партія регіонів             | 5                           | 41,7 |
| Народна партія              | 4                           | 33,3 |
| Комуністична партія України | 2                           | 16,7 |
| Єдиний Центр                | 1                           | 8,3  |

#### За округами
| № округу                    | Прізвище, ім'я, по батькові   | Дата визнання обраним | Освіта  | Партійна приналежність            | Відомості про обраного депутата                                           |
| --------------------------- | ----------------------------- | --------------------- | ------- | --------------------------------- | ------------------------------------------------------------------------- |
| Єдиний Центр                |                               |                       |         |                                   |                                                                           |
| 8                           | Горун Марія Дмитрівна         | 03.11.2010            | вища    | позапартійна                      | Мазниківська загальноосвітня школа І-ІІ ст., вчитель                      |
| Комуністична партія України |                               |                       |         |                                   |                                                                           |
| 1                           | Гуменчук Галина Миколаївна    | 03.11.2010            | середня | член Комуністичної партії України | будинок-інтернат с. Мазники, молодша медсестра                            |
| 10                          | Плескань Микола Іванович      | 03.11.2010            | середня | член Комуністичної партії України | Мазниківська амбулаторія загальної практики — сімейної медицини, робітник |
| Народна Партія              |                               |                       |         |                                   |                                                                           |
| 2                           | Століта Михайло Олександрович | 03.11.2010            | середня | позапартійний                     | Михайлвське лісництво, лісовий охоронець                                  |
| 4                           | Буй Михайло Дмитрович         | 03.11.2010            | середня | позапартійний                     | Михайлвське лісництво, майстер                                            |
| 7                           | Дмитришен Валентина Іванівна  | 03.11.2010            | середня | позапартійна                      | будинок-інтернат с. Мазники, молодша медсестра                            |
| 11                          | Гуменчук Володимир Трохимович | 03.11.2010            | середня | позапартійний                     | тимчасово не працює                                                       |
| Партія регіонів             |                               |                       |         |                                   |                                                                           |
| 3                           | Бондар Олександр Анатолійович | 03.11.2010            | середня | позапартійний                     | Сільськогосподарське фермерське господарство «Щедра садиба М», керівник   |
| 5                           | Гуменчук Ганна Іванівна       | 03.11.2010            | середня | позапартійна                      | Мазниківська сільська бібліотека, бібліотекар                             |
| 6                           | Буй Микола Григорович         | 03.11.2010            | середня | член Партії регіонів              | Мазниківська сільська рада, бухгалтер                                     |
| 9                           | Вересюк Тетяна Миколаївна     | 03.11.2010            | середня | позапартійна                      | Мазниківська загальноосвітня школа І-ІІ ст., вчитель                      |
| 12                          | Залізко Галина Сергіївна      | 03.11.2010            | середня | позапартійна                      | Мазниківська сільська рада, секретар                                      |